# Zahnradbahn Sassi–Superga
| Zahnradbahn in der Talstation Sassi |                      |                                                         |                                                         |
| Strecke der Cremagliera Sassi-Superga |                      |                                                         |                                                         |
| Streckenlänge: | 3,135 km             |                                                         |                                                         |
| Spurweite: | 1435 mm (Normalspur) |                                                         |                                                         |
| Stromsystem: | 600 V =              |                                                         |                                                         |
| Maximale Neigung: | 210 ‰                |                                                         |                                                         |
| Zahnstangensystem: | Strub                |                                                         |                                                         |
| |                      |                                                         |                                                         |
| \| \| \| Übergang zur Straßenbahn Turin der GTT \| \| \| \| 0,00 \| Sassi Depot \| 225 m s.l.m. \| \| \| \| Via Borgofranco \| \| \| \| \| \| \| \| \| \| Prima Galleria (71 m) \| \| \| \| \| Prima Galleria \| \| \| \| \| Strada Comunale di Superga (17 m) \| \| \| \| \| SC di Superga (18 m) \| \| \| \| 1,56 \| Raddoppio, Ausweichstelle \| 437 m s.l.m. \| \| \| \| Seconda Galleria (70 m) darüber führt die SC di Superga \| \| \| \| 2,31 \| Pian Gambino \| Pian Gambino \| \| \| \| \| \| \| \| \| \| \| \| \| \| \| \| \| \| 3,10 \| Superga Basilica di Superga \| 650 m s.l.m. \| \| \| \| \| \| \| Quellen: [1] \| \| \| \| |                      |                                                         |                                                         |
| U-Bahn-Grenze mit Eisenbahn |                      | Übergang zur Straßenbahn Turin der GTT                  | Übergang zur Straßenbahn Turin der GTT                  |
| Bahnhof | 0,00                 | Sassi Depot                                             | 225 m s.l.m.                                            |
| Brücke |                      | Via Borgofranco                                         | Via Borgofranco                                         |
| Brücke |                      |                                                         |                                                         |
| Tunnel |                      | Prima Galleria (71 m)                                   | Prima Galleria (71 m)                                   |
| Haltepunkt / Haltestelle |                      | Prima Galleria                                          | Prima Galleria                                          |
| Brücke |                      | Strada Comunale di Superga (17 m)                       | Strada Comunale di Superga (17 m)                       |
| Brücke |                      | SC di Superga (18 m)                                    | SC di Superga (18 m)                                    |
| Haltepunkt / Haltestelle | 1,56                 | Raddoppio, Ausweichstelle                               | 437 m s.l.m.                                            |
| Tunnel |                      | Seconda Galleria (70 m) darüber führt die SC di Superga | Seconda Galleria (70 m) darüber führt die SC di Superga |
| Haltepunkt / Haltestelle | 2,31                 | Pian Gambino                                            | Pian Gambino                                            |
| Brücke |                      |                                                         |                                                         |
| Brücke |                      |                                                         |                                                         |
| Brücke |                      |                                                         |                                                         |
| Kopfbahnhof Streckenende | 3,10                 | Superga Basilica di Superga                             | 650 m s.l.m.                                            |
| |                      |                                                         |                                                         |
| Quellen: |                      |                                                         |                                                         |

Die Zahnradbahn Sassi–Superga (italienisch Tranvia a dentiera Sassi-Superga – oder – Cremagliera Sassi-Superga), in Deutschland auch als Superga-Zahnradbahn oder früher Supergabahn bekannt, ist eine Zahnradbahn in Turin, die ursprünglich als Standseilbahn nach dem System Agudio betrieben wurde. Sie führt vom Turiner Stadtteil Sassi auf den Berg Superga zur Wallfahrtskirche Basilica di Superga. Aufgrund des straßenbahnmäßigen Aussehens der Fahrzeuge wird die Bahn oft zu den Straßenbahnen gezählt und offiziell auch als Tranvia bezeichnet.

## Strecke
Die 3,135 km lange Strecke besitzt eine Spurweite von 1435 Millimeter. Sie überwindet auf ihrer Fahrt einen Höhenunterschied von 425 Metern und hat eine Steigung von bis zu 21 Prozent. Die Strecke weist zwei kürzere Tunnel auf. Die Bergstation befindet sich auf 650 Meter Höhe über Meer. Sie ist ein beliebter Aussichtspunkt mit Blick auf Turin, den Fluss Po und die Alpen.
Die Station Raddoppio in der Mitte der Strecke, bildet den Kreuzungspunkt. Der doppelspurige Abschnitt wird nur bei Grossandrang an Sonn- und Feiertagen verwendet, wenn die Bahn im Halbstundentakt verkehrt. Obwohl die Bahn in den 1930er Jahren mit beträchtlichem Aufwand in eine Zahnradbahn umgebaut wurde, kann man an einigen Stellen entlang der Strecke noch immer die Einrichtungen der Seilführung des ehemaligen Systems „Agudio“ sehen.

## Geschichte

### Standseilbahn System Agudio

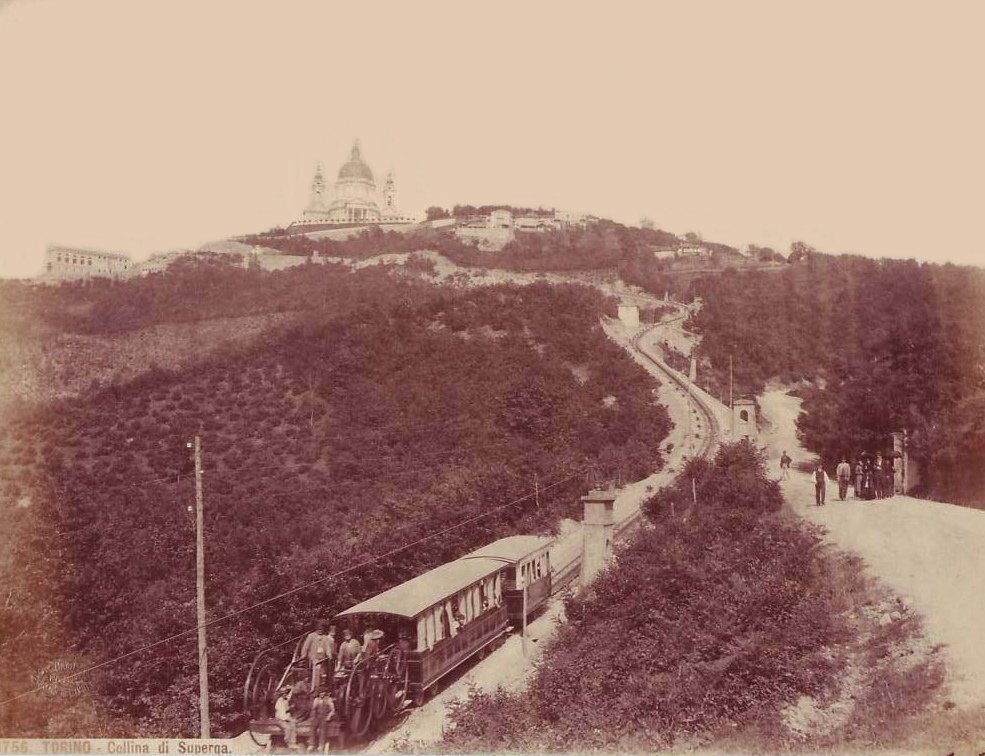
Standseilbahn Sassi-Superga nach dem System Agudio (mit komplett offenem Antriebswagen)

Die Sassi-Superga-Bahn wurde am 26. April 1884 als Standseilbahn nach dem System von Tommaso Agudio eröffnet – die dritte Anlage dieser Art in Italien. Das System Agudio war eine von einem umlaufenden Stahlseil angetriebene Zahnradbahn. Bei diesem System wurden die Wagen von einem stets talseitig stehenden Antriebswagen, der Agudio-Lokomotive, den Berg hinaufgeschoben. Der Antriebswagen war mit Zahnrädern versehen, welche in einer in Gleismitte angebrachte Zahnstange eingriffen. Der Antrieb der Zahnräder erfolgte über das seitlich an den Schienen angeordnete umlaufende Stahlseil, das über Seilscheiben auf dem Antriebswagen lief. Das Seil musste nur für die Bergfahrt angetrieben werden, die Talfahrt erfolgte mit stehendem Seil, wobei die Geschwindigkeit des Zuges mit den Bremsen des Antriebswagens kontrolliert wurde.
Bei der Sassi-Superga-Bahn befand sich die ortsfeste Dampfmaschine für den Antrieb des Seils in der Bergstation. Die Agudio-Lokomotive verfügte über zwei große Seilscheiben, die vier unter dem Fahrzeug liegende Zahnräder antrieben. Die Zahnräder griffen paarweise horizontal in die Fischgrätenzahnstange ein, die dem System Locher ähnelte. Ein Antriebswagen konnte ein bis drei Personenwagen bergaufschieben. Der Antriebswagen selbst transportierte aufgrund des aufwändigen Antriebssystems keine Fahrgäste, sondern war nur mit dem Wagenführer und einem Bremser besetzt. Nach historischen Bildern zu schließen hatten er entweder keinen Aufbau oder war mit einem fensterlosen Kasten versehen. Im ganzen waren auf der eingleisigen Anlage mit Ausweichstelle mindestens zwei Antriebswagen im Einsatz, die für schwere Züge bei Bedarf auch in Doppeltraktion verkehren konnten.

### Erster Weltkrieg
Während des Ersten Weltkriegs wurde der Betrieb aufgrund der stark rückläufigen Fahrgastzahlen vorübergehend eingestellt, jedoch Anfang 1919 wieder aufgenommen. Im Jahre 1922 wurde die stationäre Dampfmaschine durch einen Elektromotor ersetzt, der das Seil für die Agudio-Lokomotiven noch bis 1934 antrieb.

### Zahnradbahn
Nach dem Riss eines der beiden Seile, der jedoch aufgrund des wirksamen Notbremssystems ohne Folgen blieb, wurde die Bahn vom 24. Oktober 1934 bis 16. April 1935 zu einer konventionellen elektrisch betriebenen Zahnradbahn nach System Strub umgebaut. Die gegenüber älteren Systemen wie z. B. System Riggenbach kostengünstigere Zahnstange System Strub wurde bei der Sassi-Superga-Bahn erstmals in Italien angewandt. Nachdem sie sich hier bewährt hatte, wurden die meisten Zahnradbahnen in Italien ebenfalls mit Strub-Zahnstange ausgerüstet.

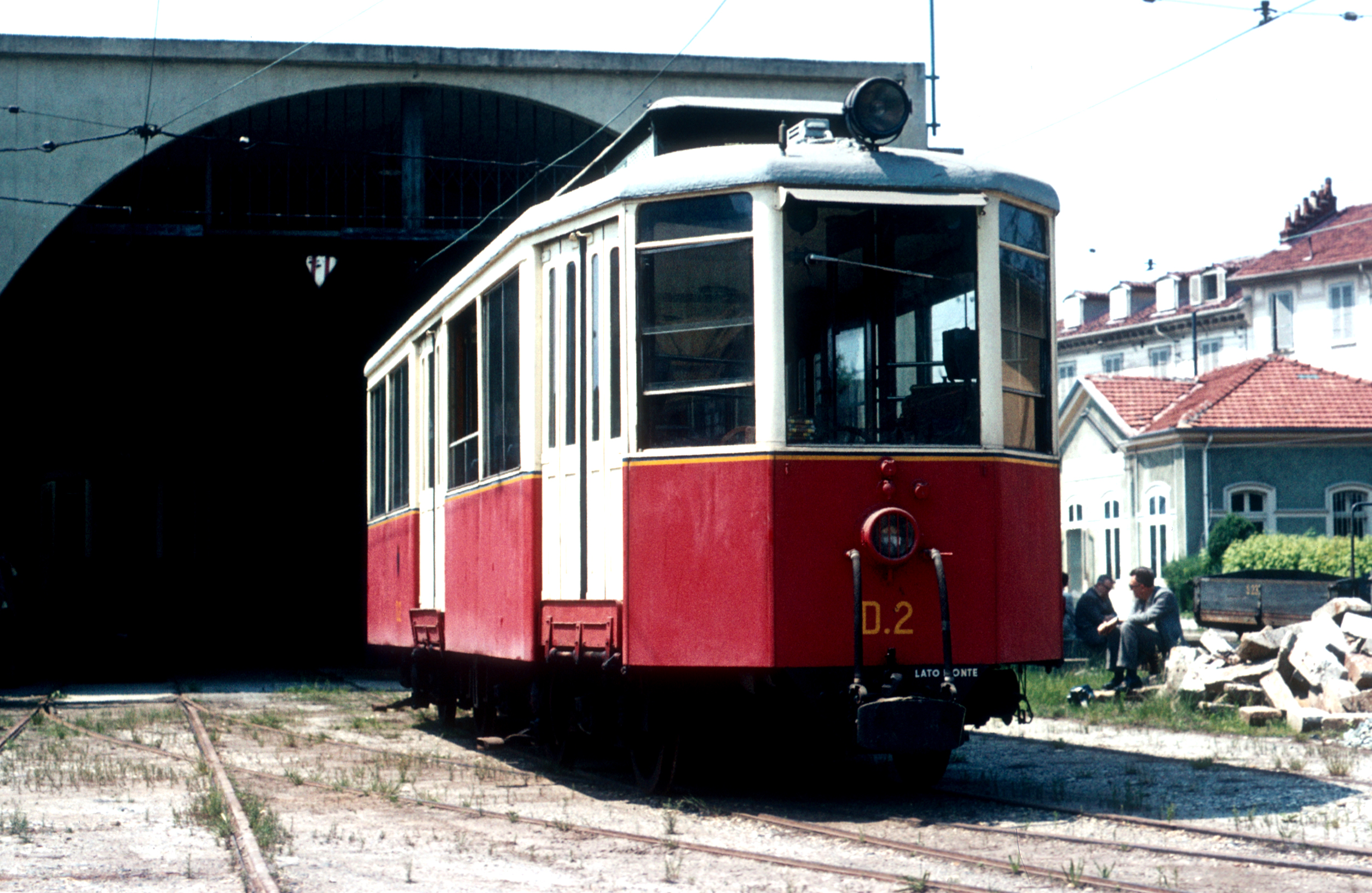
Triebwagen D.2

Die Fahrzeuge wurden durch neue Triebwagen von Officine Meccaniche della Stanga (OM Stanga) ersetzt. Die nicht mehr benötigten Antriebswagen wurden verschrottet, die Vorstellwagen umgebaut oder an andere Bahnen verkauft. Die drei neuen Triebwagen können maximal zwei Beiwagen befördern. Ein solcher Zug kann 220 Fahrgäste in rund zwanzig Minuten auf den Berg bringen. Die Triebwagen werden vor allem in schwächeren Verkehrszeiten auch solo eingesetzt.
Die Energieversorgung erfolgt über eine seitlich angeordnete dritte Schiene mit 600 Volt Gleichstrom. Das Depot besitzt keine Zahnstange oder Stromschiene, sodass die Fahrzeuge mit Hilfe von kleinen elektrischen Rangierlokomotiven verschoben werden müssen, die über eine eigene Oberleitung mit Strom versorgt werden.
Obwohl die Bahn nicht in den Straßen der Stadt Turin verkehrt, haben die Fahrzeuge sowohl das Aussehen als auch einige Merkmale von Straßenbahnwagen. Daher wird die Bahn oft zu den Straßenbahnen gezählt und wird offiziell auch mit Tranvia a dentiera Sassi-Superga (deutsch: Zahnrad-Straßenbahn Sassi–Superga) als solche bezeichnet. Die Bahn verfügt über einen Gleisanschluss an das städtische Straßenbahnnetz von Turin der Gruppo Torinese Trasporti (GTT), der betrieblich nicht genutzt wird und ausschließlich dazu dient, die Fahrzeuge in die Hauptwerkstatt zu Instandsetzungen zu überführen.